# POOTLEG
『POOTLEG』（プートレグ）はChicago Poodleの1枚目のベスト・アルバム。

## 内容
かつてのメンバーであった、ギターの杉岡秀則在籍時の楽曲を「ネオン」を除いて全曲収録した初のベスト・アルバム。ビーイングに所属する歌手の中では、インディーズ活動中にベスト・アルバムをリリースしたのは本作だけである。

## 収録曲
1. ネオン
作詞：辻本健司　作曲：花沢耕太　編曲：Cho-ru・Chicago Poodle
2. Happy Birthday
作詞：杉岡秀則　作曲：花沢耕太　編曲：Chicago Poodle
3. Hello
作詞：杉岡秀則　作曲：花沢耕太　編曲：Chicago Poodle
4. Merry-Go-Round
作詞：杉岡秀則　作曲：花沢耕太　編曲：Chicago Poodle
5. 恋・ふたたび
作詞：杉岡秀則　作曲：花沢耕太　編曲：Chicago Poodle
6. 京の小雪路
作詞：山口教仁　作曲：花沢耕太　編曲：Chicago Poodle
7. 夢
作詞：山口教仁　作曲：花沢耕太　編曲：Chicago Poodle
8. C'mon
作詞：辻本健司　作曲：花沢耕太　編曲：Chicago Poodle
9. Listen to my heart（ボーナス・トラック）
作詞：杉岡秀則　作曲：花沢耕太　編曲：Chicago Poodle
10. 夢（ボーナス・トラック）